# Charles Brockden Brown

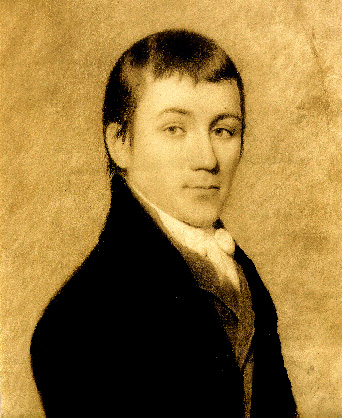
Charles Brockden Brown

Charles Brockden Brown, född 17 januari 1771 i Philadelphia, död 22 februari 1810 i Philadelphia, var en amerikansk författare, kritiker, essäist och redaktör.
Frånsett några ungdomsförsök, debuterade Brown 1797 med en social essä, The Dialogue of Alcuin, och skrev därefter 1798-1808 åtta romaner, varav Wieland, or the Transformation, Arthur Mervyn och Edgar Huntly, or the Sleep Walker är mest kända, alla i den engelska skräckskolans stil. Brown var främst influerad av William Godwin.